# دم‌کوتاهی طبیعی

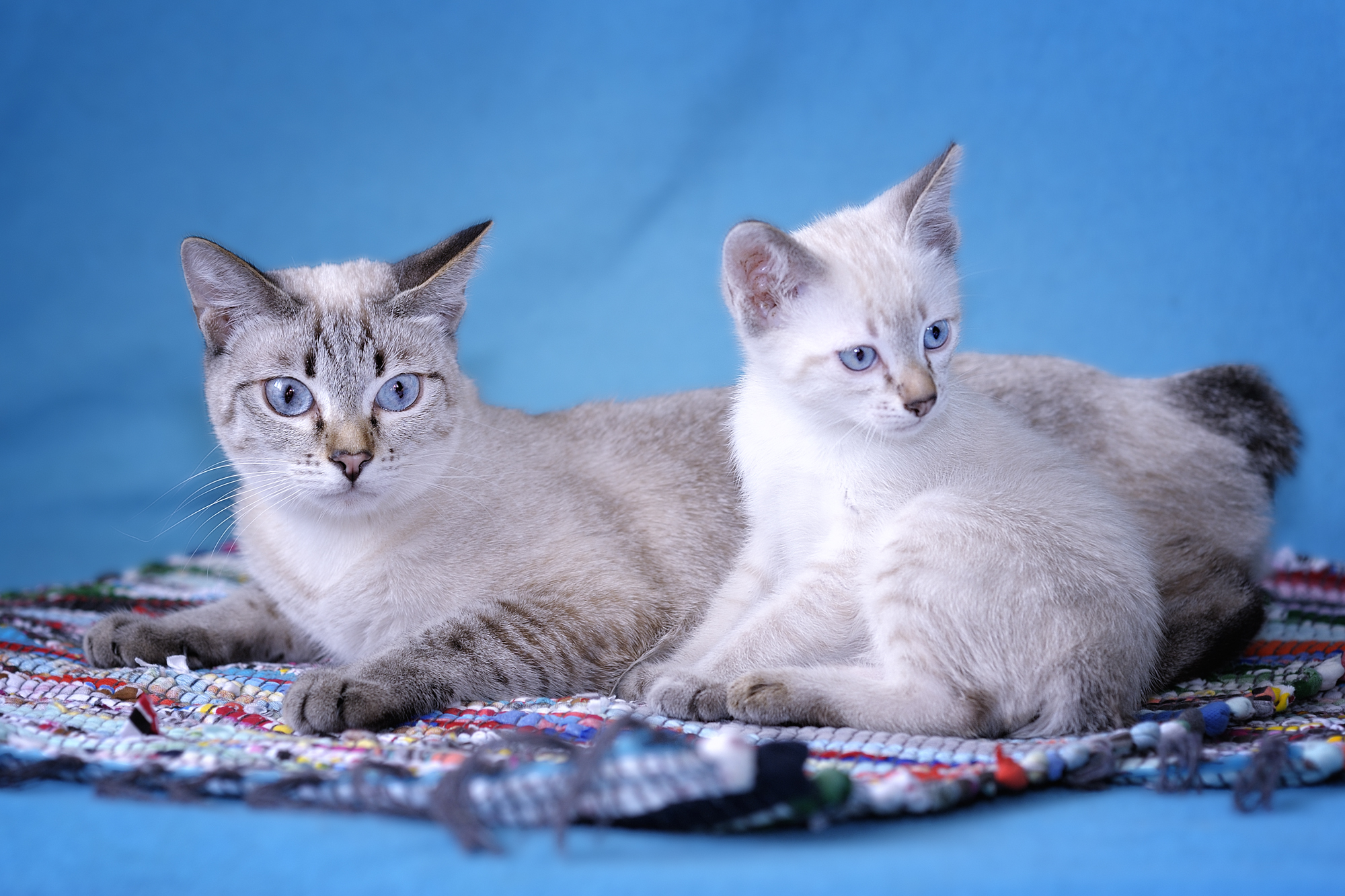
گربهٔ دم‌کوتاه مکونگ — یک گربه نژاد رنگی با دم کوتاه‌شده (bobbed tail)

دم‌کوتاهی طبیعی (به انگلیسی: Natural bobtail)، دم جانوری است که به دلیل یک ژن جهش‌یافته به‌طور غیرعادی کوتاه می‌شود یا به‌طور کامل از بین می‌رود. ژن‌های دم‌کوتاه ممکن است غالب یا مغلوب باشند.
به دلیل قوانین محدودکننده یا ممانعت از دم‌بریدن، دم‌کوتاهی طبیعی در میان سگ‌های شیک‌پوش برای برخی از نژادهای لنگرگاه سنتی محبوبیت بیشتری پیدا می‌کنند. به عنوان مثال، یکی از پرورش‌دهندگان باکسر و متخصص ژنتیک در انگلستان با موفقیت از باشگاه کِنِل درخواست کرده‌است که اجازه تلاقی نژاد ولش کورگی را در خطوط خود و سپس ثبت تلاقی با باکسرها، و معرفی ژن به خطوط خود را ارائه دهد. این امر در دهه‌های گذشته بی‌سابقه بوده‌است. تعدادی از این باکسرهای دم‌کوتاه به کشورهای مختلف در سراسر جهان صادر شده‌است.
با این حال، در برخی از نژادها، مانند روتوایلر، دم‌کوتاهی طبیعی در استاندارد نژادهای کشور خاستگاه پذیرفته نشده‌است.